# Amédée de Noé

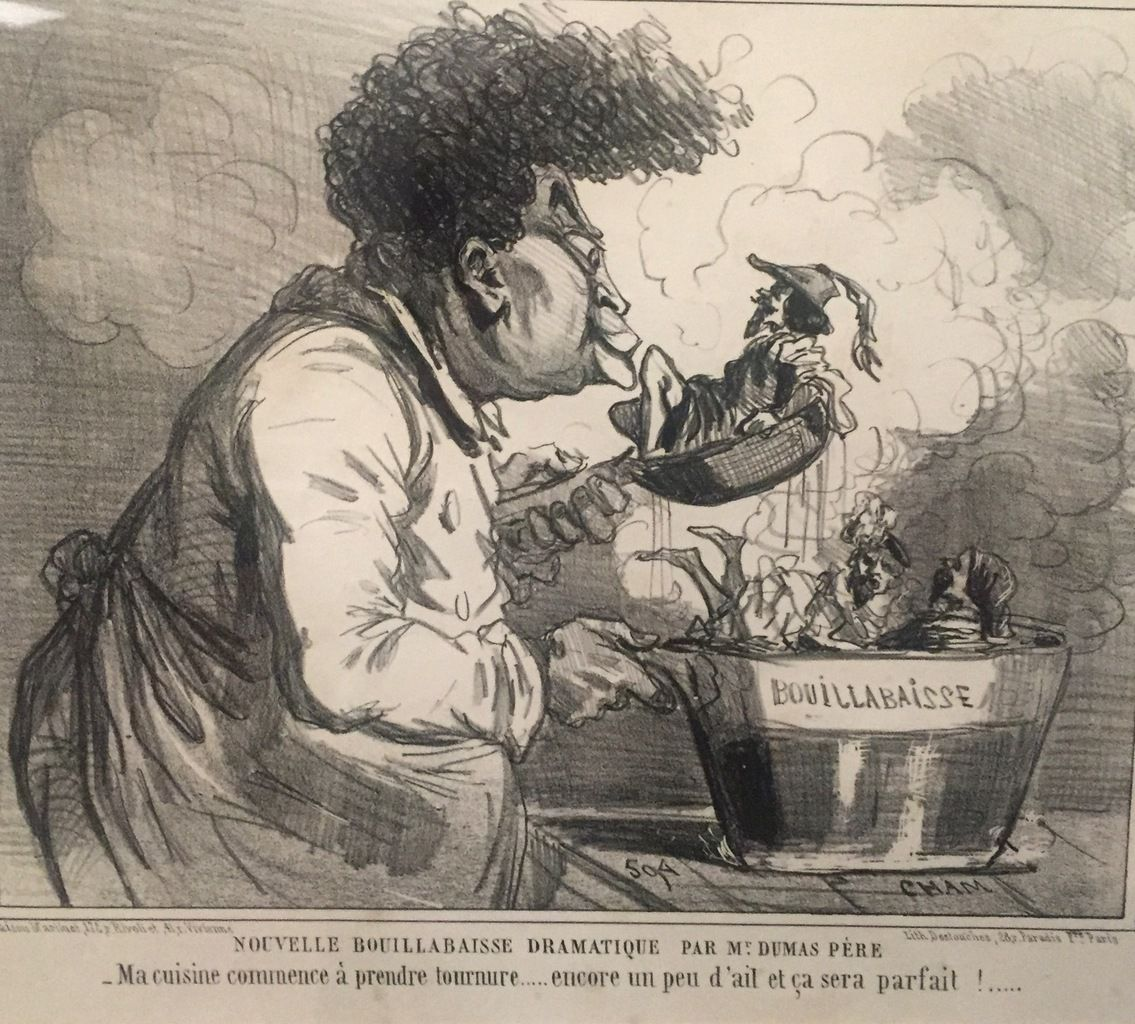
Alexandre Dumas w karykaturze Chama

Amédée de Noé pseud. Cham (ur. 26 stycznia 1818 w  Paryżu, zm. 6 września 1879 tamże) – francuski karykaturzysta i litograf.
W młodości uczęszczał na warsztaty malarskie, które prowadzili Nicolas-Toussaint Charlet i Paul Delaroche. Wbrew woli rodziny podjął pracę jako rysownik, współpracował z czasopismami paryskimi m.in. Le Charivari i L'Illustration. Tworzył głównie karykatury i satyryczne rysunki o tematyce rodzajowej. Swoje prace wydawał w albumach m.in. La grammaire illustrée i Histoire comique l`Assemblée nationale. Pod koniec życia napisał kilka sztuk teatralnych utrzymanych w lekkiej, komediowej konwencji.